# Petrobius
Petrobius es un género de insectos arqueognatos pertenecientes a la familia Machilidae. Muchos de estos primitivos insectos están restringidos a costas rocosas.

## Especies
Entre sus especies se encuentran:
- Petrobius adriaticus
- Petrobius artemisiae
- Petrobius brevistylis
- Petrobius calcaratus
- Petrobius crimeus
- Petrobius maritimus
- Petrobius persquamosus
- Petrobius submutans
- Petrobius superior